# Боббі Шерман
Роберт Кебот Шерман-молодший (англ. Robert Cabot Sherman Jr.; 22 липня 1943, Санта-Моніка, Каліфорнія — 24 червня 2025, Енсіно, Лос-Анджелес) — американський співак і актор.

## Життєпис

### Раннє життя
Боббі Шерман народився 22 липня 1943 року в місті Санта-Моніка, штат Каліфорнія, у родині Роберта Кебота Шермана-старшого та Хуаніти Фрімен. Він виріс у районі Ван-Найс у Лос-Анджелесі разом із сестрою Дарлін.

### Музика
У 1962 році Сал Мінео написав дві пісні для Боббі Шермана й організував їх запис. У 1964-му Мінео запросив Шермана виступити з його гуртом на вечірці в Голлівуді, де були присутні багато акторів та агентів. Після цього Шерман підписав контракт з агентом і незабаром отримав роль у телешоу Shindig! на каналі ABC як постійний співак і член акторського складу.
Шерман записав кілька платівок для Decca та меншої студії, з'являвся на сторінках молодіжних журналів. На початку 1968 року його було обрано на роль Джеремі Болта — сором'язливого й заїкуватого лісоруба — в серіалі Here Come the Brides (1968–1970). Станом на 1970 рік Шерман отримував більше листів від фанатів, ніж будь-який інший артист телеканалу ABC.
Він також з'явився в епізоді Honey West під назвою «The Princess and the Paupers» як викрадений учасник гурту, а також у серіалі The Monkees в серії «Monkees at the Movies», де зіграв самовпевненого серфера-співака Френкі Каталіну (в дусі Френкі Авалона) й виконав пісню «The New Girl in School» (зворотна сторона синглу Jan & Dean «Dead Man’s Curve»).
Між 1962 і 1976 роками Шерман випустив 107 пісень, 23 сингли та 10 альбомів; сім із них потрапили в топ-40. Він здобув сім золотих синглів, один платиновий сингл і п’ять золотих альбомів. У 1969 році він підписав контракт із Metromedia Records і випустив сингл «Little Woman», який досяг 3-го місця в чарті Billboard Hot 100 (2-го в Канаді) і тримався в топ-20 дев’ять тижнів. Було продано понад мільйон копій, і в жовтні 1969 року пісня отримала золоту нагороду від RIAA.
Інші його хіти — «Julie, Do Ya Love Me» (автор Том Бейлер), «Easy Come, Easy Go», «Jennifer», «La La La (If I Had You)» і «The Drum» (автор Алан О’Дей). Деякі з цих пісень продюсував Джекі Міллз — також продюсер гурту Brady Bunch Kids. У Канаді «Hey, Mister Sun» посіла 19-те місце; «Cried Like a Baby» — 10-те; «Waiting at the Bus Stop» — 31-ше. Пісні «La La La», «Easy Come, Easy Go» та «Julie, Do Ya Love Me» також розійшлися тиражем понад мільйон і принесли Шерману ще кілька золотих дисків. Остання з них була єдиною піснею Шермана, яка потрапила до чарту Великої Британії, де досягла 28-го місця в листопаді 1970 року. Там вона конкурувала з кавером гурту White Plains, що досяг 8-го місця.
Шерман багато гастролював по США та світу, даючи концерти, які збирали переважно молодих шанувальниць. Від гучних криків фанаток у нього з часом почалися проблеми зі слухом.

### Телебачення та кіно
Шерман був постійним актором у серіалі Here Come the Brides на ABC з 25 вересня 1968 року по 18 вересня 1970-го, граючи наймолодшого брата, Джеремі Болта.
Він часто з'являвся на шоу American Bandstand і Where the Action Is. У березні 1971 року він зіграв у серії The Partridge Family, яка стала пілотним епізодом до нового шоу Getting Together, що стартувало у вересні 1971 року, але було закрите після 14 серій.
Шерман також був гостем у серіалах Emergency!, The F.B.I., The Mod Squad, Ellery Queen, Murder She Wrote та Frasier. Крім того, він з’являвся в шоу The Ed Sullivan Show, The Sonny & Cher Comedy Hour, KTLA Morning News, Good Day LA, The Rosie O’Donnell Show, Good Morning America, The Tonight Show з Джонні Карсоном і пізніше з Джеєм Лено. Також його можна було побачити у програмах 20/20, VH1, Entertainment Tonight та Extra.
У 1986 році він був у головному складі ситкому Sanchez of Bel Air.
Хоча більшість акторської кар'єри Шермана була на телебаченні, він також знявся у двох фільмах. У 1975-му — у сімейному фільмі He Is My Brother режисера Едварда Дмитрика, а в 1983-му — у фільмі Get Crazy разом з іншим кумиром молоді Фабіаном, де зіграв помічника лиходія.

### Повернення та завершення кар’єри
У 1998 році, після 25 років перерви, Шерман виступав у турі The Teen Idol Tour разом із Пітером Нуном і Дейві Джонсом. (У 1999-му Джонса замінив Міккі Доленц). Останній сольний концерт Шермана відбувся 25 серпня 2001 року в Лінкольні, Род-Айленд. Хоча він відійшов від публічного життя, все ще брав участь у корпоративних і благодійних заходах. У 2005 році TV Guide включив його до списку «25 найкращих телевізійних кумирів підлітків» під номером 8.

### Кар’єра після шоубізнесу
У 1974 році, знявшись у серії Emergency! під назвою «Fools», Шерман знайшов своє нове покликання. Зрештою, він залишив шоубізнес і став парамедиком. Він був волонтером у поліції Лос-Анджелеса, проводив курси з надання першої допомоги та серцево-легеневої реанімації. У 1990-х він став технічним резервістом поліції Лос-Анджелеса — цю посаду він обіймав ще у 2017 році. Протягом понад десяти років навчав поліціянтів на курсах медичної підготовки. У 1999 році його визнали «Резервним офіцером року» поліції Лос-Анджелеса.
У 1999 році він також став резервним заступником шерифа в окрузі Сан-Бернардіно, де продовжував навчати новобранців. Вийшов у відставку з посади у 2010 році.
Шерман разом із дружиною заснував фонд Brigitte & Bobby Sherman Children’s Foundation, який забезпечує дітей у Гані якісною освітою й музичною програмою, а також ресурсами для здобуття вищої освіти.

### Хвороба та смерть
У березні 2025 року було оголошено, що у Шермана виявили рак нирки 4-ї стадії. Він помер у своєму домі в Лос-Анджелесі 24 червня 2025 року у віці 81 року.

## Особисте життя
Першою дружиною Шермана була Патті Карнел; у них народилося двоє синів, згодом пара розлучилась. У 2010 році Шерман одружився з Бріджит Паблон у Лас-Вегасі.

## Дискографія

### Сингли
- 1962: Judy, You'll Never Know (I'll Never Tell You) / The Telegram (Starcrest)
- 1963: I Want to Hear It from Her / Nobody's Sweetheart (Dot)
- 1964: You Make Me Happy / Man Overboard (Decca)
- 1965: It Hurts Me / Give Me Your Word (Decca)
- 1965: Hey Little Girl / Well, Allright (Decca)
- 1965: Anything Your Little Heart Desires /Goody Galum-Shus (Parkway)
- 1965: Happiness Is / Can't Get Used to Losing You (Cameo)
- 1967: Cold Girl / Think Of Rain (Epic)
- 1969: Judy, You'll Never Know (I'll Never Tell You) / The Telegram (Condor)
- 1969: Little Woman / One Too Many Mornings (Metromedia)
- 1969: La La La (If I Had You) / Time (Metromedia)
- 1970: Jingle Bell Rock
- 1970: Easy Come, Easy Go / Sounds Along the Way (Metromedia)
- 1970: Hey, Mister Sun / Two Blind Minds (Metromedia)
- 1970: Julie, Do Ya Love Me / Spend Some Time Lovin Me (Metromedia),
- 1971: Goin' Home (Sing a Song of Christmas Cheer) / Love's What You're Getting for Christmas (Metromedia)
- 1971: Cried Like a Baby / Is Anybody There (Metromedia)
- 1971: The Drum / Free Now to Roam (Metromedia)
- 1971: Waiting at the Bus Stop / Run Away (Metromedia)
- 1971: Jennifer / Getting Together (Metromedia)
- 1972: Together Again / Picture a Little Girl (Metromedia)
- 1972: I Don't Believe in Magic / Just a Little While Longer (Metromedia)
- 1972: Early in the Morning / Unborn Lullabye (Metromedia)
- 1974: Mr. Success / Runaway (Janus)
- 1975: Our Last Song Together / Sunshine Rose (Janus)